# Eustrotia
Eustrotia is een geslacht van vlinders uit de onderfamilie Eustrotiinae van de familie van de uilen (Noctuidae). De wetenschappelijke naam werd in 1821 gepubliceerd door Jacob Hübner, met als enige soort Phalaena uncula Clerck, 1759, door Hübner als "Eustrotia unca Schiff." geciteerd. Als Phalaena argentula Hübner, 1787 (= Phalaena bankiana Fabricius, 1775) in dit geslacht wordt opgenomen, dan is de correcte naam ervan Deltote Reichenbach, 1817.

## Soorten uit dit voormalige geslacht
- E. acroleuca Turner, 1945
- E. anita Dyar, 1912
- E. astydamia Schaus, 1894
- E. atrivitta Hampson, 1914
- E. basipleta Warren, 1913
- E. basiscripta Warren, 1913
- E. bipartita Wileman, 1914
- E. brunneicolor Hulstaert, 1924
- E. bryophiloides Walker, 1869
- E. cataea Druce, 1889
- E. concava Dyar, 1920
- E. costimacula Oberthür, 1880
- E. culta Butler, 1879
- E. curvibasis Draudt, 1950
- E. chuza Druce, 1898
- E. deleta Staudinger, 1877
- E. deltoidalis Dyar, 1918
- E. dissociata Dyar, 1912
- E. ectosema Hampson
- E. eremotropha Turner, 1932
- E. eublemmides Rothschild, 1916
- E. ferrimacula Hampson, 1906
- E. flavifrons Moore, 1887
- E. fuscicilia Hampson, 1891
- E. ghanae Wiltshire, 1980
- E. girba Druce, 1889
- E. glaucosticta Schaus, 1916
- E. glycera Druce, 1889
- E. intricata Walker, 1869
- E. inveterata Dyar, 1914
- E. iranica Kotzsch, 1940
- E. labuana Swinhoe, 1904
- E. lilacina Butler
- E. lixinites Dyar, 1912
- E. longena Schaus, 1904
- E. magna Leech, 1900
- E. marginata Moore, 1881
- E. marmorata Schaus, 1904
- E. matercula Saalmüller, 1880
- E. megaplaga Dyar, 1912
- E. melor Dyar, 1912
- E. melorista Dyar, 1912
- E. mesosecta Dyar, 1920
- E. minima Herrich-Schäffer, 1868
- E. mochensis Schaus
- E. noloides Butler, 1879
- E. nubila Berg, 1882
- E. obliqua Moore, 1882
- E. obliquilinea Schaus, 1911
- E. ochra Turner, 1945
- E. olenos Schaus, 1914
- E. ora Schaus, 1913
- E. ossea Saalmüller
- E. papuensis Warren, 1913
- E. plumbifusa Dyar, 1912
- E. pulmona Dyar, 1913
- E. pyrella Schaus
- E. retroversa Dyar, 1920
- E. roseoviridis Schaus, 1913
- E. sagitta Saalmüller, 1891
- E. semiannulata Warren, 1913
- E. semiglauca Dyar, 1920
- E. sugii Tanaka, 1973
- E. thionaris Schaus, 1904
- E. trabealis Scopoli, 1763
- E. trigridula Herrich-Schäffer, 1868
- E. tripartita Leech, 1900
- E. uncula Clerck, 1759
- E. unipuncta Warren, 1913
- E. varipalpis Walker, 1865
- E. victrix Dyar, 1912
- E. virescens Saalmüller, 1891
- E. viridisquama Guenée, 1852
- E. wiskotti Staudinger, 1888